# Stella Bloch

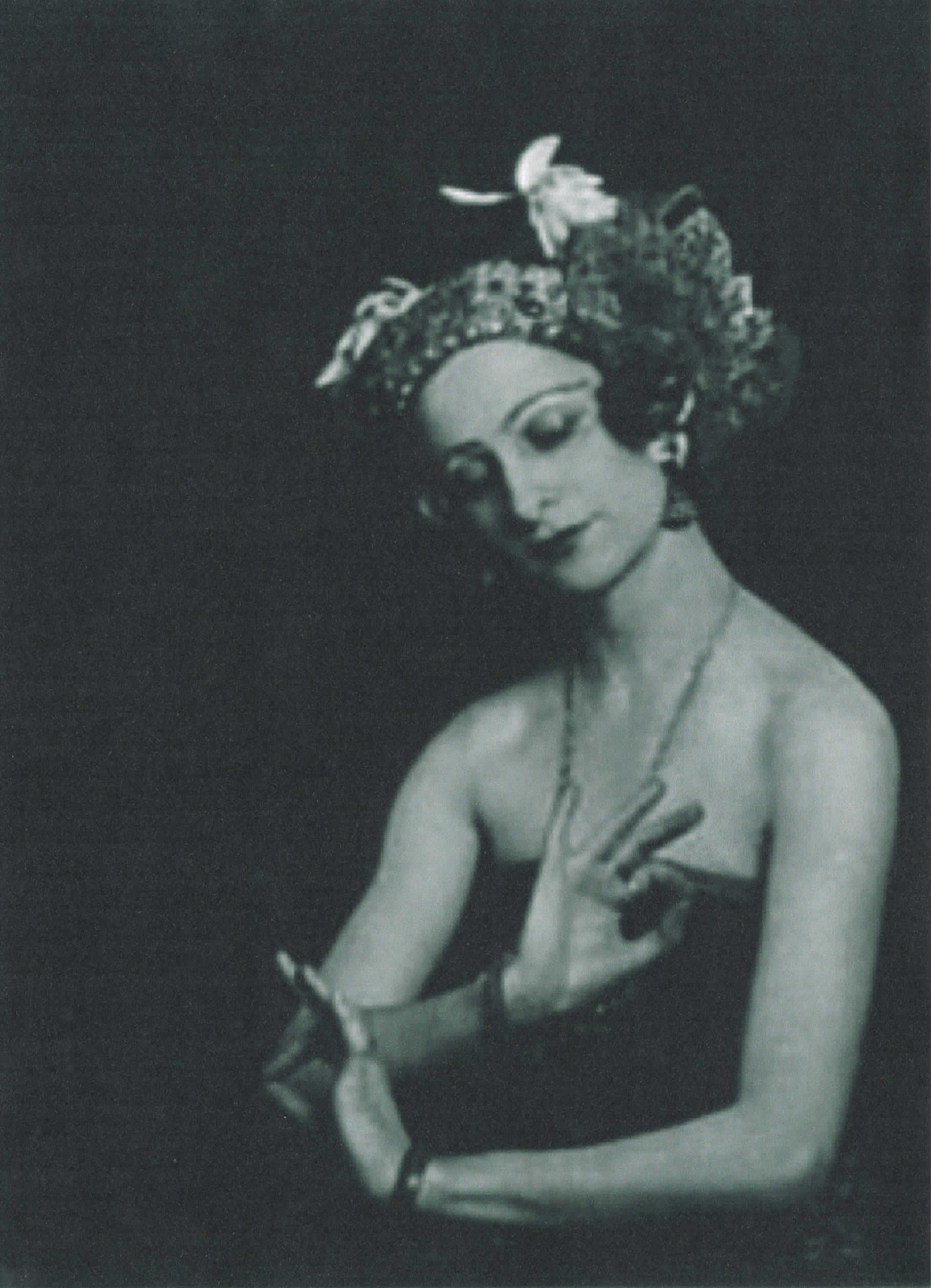
Stella Bloch (Fotografie von Arnold Genthe, 1921)

Stella Bloch (* 17. Dezember 1897 in Tarnów, Österreich-Ungarn; † 10. Januar 1999 in Bethel, Connecticut) war eine US-amerikanische Journalistin, Autorin, Zeichnerin und Tanzhistorikerin.

## Jugend und Ausbildung
Stella Bloch war die Tochter der US-Amerikanerin Charlotte Bloch, die aus Galizien in die USA ausgewandert war. Aus Anlass der Geburt ihres Kindes war sie in ihre Heimat zurückgekehrt. Charlotte Bloch war alleinerziehend und wandte sich an ihre Schwester und ihren Bruder, die in New York lebten, um Hilfe. Die beiden führten die stadtbekannte Schneiderei Heller & Offner; Charlotte Bloch und ihre Tochter zogen in das Haus über dem Geschäft, das der Schwester gehörte. Stella Bloch selbst führte später ihre erfolgreiche künstlerische Laufbahn unter anderem auf die wohlwollende und anregende Atmosphäre in der Familie zurück.:4
Als Jugendliche begann Bloch mit dem Tanztraining bei Isadora Duncan und gehörte zu der Gruppe Isadorables; auch interessierte sie sich für spanischen Tanz. Zudem nahm sie Kunstunterricht bei der Art Students League of New York. Vorzugsweise zeichnete sie Tanzszenen und Tänzer, auch arbeitete sie als Journalistin.

## Erste Ehe und Beziehung zu Asien
1922 heiratete Bloch den 20 Jahre älteren Ananda Kentish Coomaraswamy, Kurator für indische und muslimische Kunst am Museum of Fine Arts in Boston; es war Coomaraswamys dritte Ehe. Coomaraswamy war 1917 durch Zeichnungen von Bloch auf sie aufmerksam geworden. Als sie sich persönlich kennenlernten, entwickelte sich eine Liebesbeziehung, die die Mutter Charlotte Bloch anfangs zu unterbinden versuchte. Unter dem Einfluss von Coomaraswamy und seinen zahlreichen Publikationen wandte sich Stella Bloch dem Buddhismus zu. Das Ehepaar bereiste den Fernen Osten, wo Bloch die Tänze auf Bali, in Kambodscha, der Republik China, Indien, Japan und auf Java studierte. In dieser Zeit verbrachte sie ein Jahr im Palast des Sultans von Solo, um unter der Anleitung eines Tanzmeister javanischen Tanz zu erlernen. In Zeichnungen dokumentierte sie die Kostüme und Tänze der verschiedenen Kulturen.
Nach ihrer Rückkehr aus Asien gab Stella Bloch in Boston und New York Unterricht in javanischem Tanz und hielt Vorträge über das dortige Leben, später eröffnete sie ein eigenes Tanzstudio. Sie schrieb Artikel für Zeitschriften und wurde ihrerseits in Zeitungen und Magazinen porträtiert. 1922 publizierte sie das Buch Dancing and the Drama East and West, in dem das Theaterspiel aus dem Osten und dem Westen gegenübergestellt wurden und das einige ihrer Zeichnungen enthielt. Es wurde bis heute mehrfach neu aufgelegt, zuletzt 2009.
1930 wurde sie von Coomaraswamy geschieden.

## Vielfältige Tätigkeiten
Vor 1923 tanzte Stella Bloch im Ballet Intime, einer Kompanie, die von Adolph Bolm, Itō Michio und Roshanara, einer indischen Tänzerin, gegründet worden war. Zudem trat sie in Revuen auf dem Broadway auf, im Eastman Theater in Rochester und mit den Garrick Gaieties im Guild Theatre in New York. 1931 heiratete sie den Schauspieler und Drehbuchautor Edward Eliscu; sie hatten zwei Söhne. In den 1930er und 1940er Jahren verfasste sie auch selbst Drehbücher für Filme.
Ebenfalls in dieser Zeit kam Bloch im Cotton Club und im Alhambra Theatre mit der Jazz-Szene von Harlem in Berührung. Sie besuchte vorzugsweise Clubs, die normalerweise nicht von Weißen aufgesucht wurden. Sie war die erste weiße Frau, die die Harlem Renaissance dokumentierte und zeichnete. Unter den Künstlern, die sie porträtierte, waren Josephine Baker, Bessie Smith, Dusty Fletcher und Thelonious Monk. Von der Cotton Club-Tänzerin Elida Webb lernte sie die authentische Version des Charleston und führte ihn auf, hochgelobt von Zuschauern und Presse.
Stella Blochs zeichnerische Werke wurden in vielen Ausstellungen gezeigt, hauptsächlich in New York, aber auch in Kalifornien, wo sie mit ihrem Ehemann einige Jahre lang lebte. Ihre Werke werden auch bei Ausstellungen afro-amerikanischer Künstler gezeigt, wo sie als einziger weißer Künstler akzeptiert wurde.
Mitte der 1960er Jahre zogen Stella Bloch und Edward Eliscu nach Connecticut. In dieser Zeit schrieb Bloch ein Theaterstück in vier Akten über Isadora Duncan mit dem Titel Sundown, über das weiter nichts bekannt wurde. Bis in das hohe Alter hinein blieb sie kreativ tätig.
Eliscu starb 1998, Stella Bloch im Jahr darauf. Ihr Nachlass befindet sich in der Houghton Library in Harvard. Im Department of Rare Books and Special Collections der Princeton University werden rund 650 Briefe ihres ersten Ehemannes Coomaraswamy an seine Frau aufbewahrt.

## Schriften
- Dancing and the Drama East and West. Orientalia 1922